# Placidus Feger
Placidus Feger (* 15. August 1804 in Schemnitz; † 13. Januar 1882) war ein österreichischer Benediktiner.

## Leben
Er studierte Philosophie und Theologie (Preßburg, Tyrnau). Nach der Priesterweihe 1828 war er ab 1860 im Stift Lambach. Nach der Profess 1861 war er Präses der Rosenkranzbruderschaft, Novizenmeister (1865–1874) und Prior (1880–1882).

## Schriften (Auswahl)
- Der Geist unserer Zeit und des wahren Christenthums. Preßburg 1846.
- Theophilus oder des Jünglings erste Lebens-Weihe. Regensburg 1848.
- Cölestine oder die Lebensweihe der Jungfrau. Regensburg 1850.
- Der katholische Pilger in Rom. Regensburg 1855.